# Ligne électrique Jinping - Sunan
Jinping - Sunan est une liaison à courant continu chinoise reliant des barrages sur la rivière Yalong dans la province du Sunan à la province industrielle du Jiangsu. Sa longueur est de 2 090 km et sa tension nominale continue est de 800 kV environ. Il s'agit de la liaison présentant la plus grande puissance nominale au monde en 2015 avec 7 200 MW et une capacité de surcharge continue de 7 600 MW. C'est une liaison bipolaire, mais chaque pôle est constitué de deux groupes de valves[C'est-à-dire ?] à 12 pulsations en série au lieu d'un dans les designs classiques. C'est également la première liaison en courant continue réalisée par le gestionnaire de réseau chinois SGCC. Le constructeur ABB fournit certains composants de la liaison.

## Histoire
ABB livre certains transformateurs de conversion, les valves, le système de commande et protection ainsi que certains équipements côté tension continue. Le montant des contrats signés en avril 2011 s'élève à 165 millions de dollars pour les transformateurs et à 120 millions de dollars pour les autres équipements,.
La ligne a couté au total 22 milliards de Yuan.

## Données techniques

### Vue d'ensemble
| Mise en service                 | décembre 2012  |
| Fabricant                       | SGCC et ABB    |
| Tension nominale                | 800 kV environ |
| Puissance nominale              | 7 200 MW       |
| Puissance en surcharge continue | 7 600 MW       |
| Courant maximum admissible      | 4 500 A        |
| Courant maximum en surcharge    | >5 000 A       |

Schéma électrique similaire à celui de Jinping - Sunan

Côté AC, les transformateurs sont reliés au réseau 525 kV chinois.